# Petăr Aleksandrov
Petăr Aleksandrov Aleksandrov (in bulgaro Петър Александров Александров?; Karlovo, 7 dicembre 1962) è un allenatore di calcio ed ex calciatore bulgaro, di ruolo attaccante.

## Carriera

### Giocatore
Attivo tra gli anni ottanta e novanta, ha militato in vari club bulgari, tedeschi e svizzeri, laureandosi in due occasioni capocannoniere del massimo campionato elvetico. Convocato per i mondiali del 1994, conta 25 partite e 5 reti con la Bulgaria tra il 1987 e il 1994.

### Allenatore
Da allenatore è stato assistente del CT della nazionale bulgara dal 2008 al 2009.

## Palmarès

### Giocatore

#### Club

##### Competizioni nazionali
- Campionato svizzero: 1

Aarau: 1992-1993
- Campionato bulgaro: 1

Levski Sofia: 1993-1994
- Coppa di Bulgaria: 1

Levski Sofia: 1993-1994

##### Competizioni internazionali
- Coppa dei Balcani: 2

Slavia Sofia: 1986, 1987-1988

#### Individuale
- Capocannoniere del campionato svizzero: 2

1992-1993 (19 gol), 1994-1995 (24 gol)
- Calciatore straniero dell'anno del campionato svizzero: 1

1995